# Федотова, Зинаида Леонтьевна
Зинаида Леонтьевна Федотова (род. 20 сентября 1938, Сарыкольский район, Костанайская область, Казахская ССР, СССР) — советский и казахстанский государственный и политический деятель, педагог, кандидат юридических наук (1978), профессор. Заслуженный юрист Республики Казахстан (1993). Полный кавалер ордена «Барыс».
Директор института государственного и местного управления Академии государственного управления при Президенте Республики Казахстан (с 2004 года).

## Биография
Родилась 20 сентября 1938 года в селе Сарыколь (ныне Сарыкольского района Костанайской области).
В 1968 году окончила Уфимский филиал Свердловского юридического института по специальности «юрист».
В 1970 году окончила Алма-Атинскую высшую партийную школу.
В 1978 году окончила аспирантуру кафедры теории и истории государства и права Академии общественных наук при ЦК КПСС. кандидат юридических наук, тема диссертации: «Укрепление государственной дисциплины в условиях развитого социализма» (1978 года).

## Трудовая деятельность
С 1956 по 1962 годы — Счетовод Урицкого детского дома, таксировщица ХПП, пионерорганизатор Дома пионеров, заведующая библиотекой райкома партии.
С 1962 по 1969 годы — Заместитель председателя Урицкого сельского исполкома, секретарь, заместитель председателя Урицкого райисполкома.
С 1970 по 1975 годы — Второй секретарь Аркалыкского горкома партии Тургайской области.
С 1978 по 1990 годы — Старший преподаватель, исполняющая обязанности доцента, доцент кафедры государственного строительства и права, проректор (заочное и специальное обучение) Алма-Атинской высшей партийной школы.
С 1995 по 1996 годы — Заведующая отделом наград Аппарата, Администрации Президента Республики Казахстан.
С март 2004 года по настоящее время — Директор института государственного и местного управления Академии государственного управления, профессор кафедры «Государственное и местное управление» Академии государственной службы при Президенте Республики Казахстан.

## Выборные должности, депутатство
С 1990 по 1995 годы — Депутат Верховного Совета Казахстана XII и XIIІ созывов, член Социалистической партии Казахстана, г. Алматы. От Алматинской области.
С февраль 1996 по ноябрь 1999 годы — Депутат Сенат Парламента Республики Казахстан, председатель Комитета по законодательству и судебно-правовой реформе (назначена Президентом).

## Прочие должности
- Советник председателя Сената Парламента Республики Казахстан (1999—2004)
- Член Палаты общественных экспертов при Мажилисе Парламента Республики Казахстан, руководитель секции по законодательству, судебно-правовой реформе, обороне и безопасности (2006—2007)
- Председатель Комиссии по вопросам помилования при Президенте Республики Казахстан (2001—2018)[1]
- Член совета Общественной палаты при Мажилисе Парламента Республики Казахстан (с 2007)
- Член Рабочей группы по вопросам перераспределения полномочий между ветвями государственной власти (с 2017) и др.

## Награды и звания
- Заслуженный юрист Республики Казахстан (1993).
- Орден Парасат (1998)[2]
- Медаль «Астана» (1998)
- Орден «Барыс» 3 степени (2009)[3]
- Орден «Барыс» 2 степени (2016)[4][5]
- 2021 (2 декабря) — Орден «Барыс» І степени;[6]
- Дважды награждена Почётной грамотой Верховного Президиума Казахской ССР (1966, 1988)
- Награждена благодарственным письмом Первого Президента Республики Казахстан.
- Награждена правительственными и юбилейными государственными медалями Республики Казахстан.
- 2022 (18 сентября) — звания «Почётный гражданин города Алматы»;[7]
- Медаль «МПА СНГ. 25 лет» (27 марта 2017 года, Межпарламентская ассамблея СНГ) — за заслуги в деле развития и укрепления парламентаризма, за вклад в развитие и совершенствование правовых основ функционирования Содружества Независимых Государств, укрепление международных связей и межпарламентского сотрудничества[8]